# سوزان بيترز (ممثلة)
سوزان بيترز (بالإنجليزية: Susan Peters) هي ممثلة نيجيرية، ولدت في 30 مايو 1980 في نيجيريا.

## وصلات خارجية
- سوزان بيترز على موقع IMDb (الإنجليزية)
- سوزان بيترز على موقع قاعدة بيانات الفيلم (الإنجليزية)